# セント・ジョンズ墓地
セント・ジョンズ墓地 (セント・ジョン墓地、Saint John Cemetery, Saint John's Cemetery)は、アメリカ合衆国ニューヨーク州ニューヨーク市クイーンズ区ミドルヴィレッジにある墓地。
主にミドルビレッジにあるが、墓地の南端はグレンデールのクーパーアベニューに沿っている。
これは、ニューヨーク大都市圏にある9つのローマカトリック教会の公式の埋葬地の1つである。セントジョンズ墓地は、ロングアイランドのファーミングデールにあるセン・トチャールズ/復活墓地とともに、ニューヨーク州で最大の墓地の1つである。
セントジョンは開業以来、ニューヨーク市の社会で有名、無名を問わずさまざまな人々の終焉の場となっている。例えば、1983年 – 1995年の間、ニューヨーク州知事を務めたマリオ・クオモ（1932–2015）、1918年 – 1925年のニューヨーク市長だったジョン・F・ハイラン（1868–1936）、アメリカの最初の女性副大統領候補、ジェラルディン・フェラーロ（1935–2011）、アメリカの現代の組織犯罪の父とも言われるラッキー・ルチアーノ（1897–1962）、ニューヨークーを地盤とするマフィア、ガンビーノ一家のボス、ジョン・J・ゴッティ（1940–2002）などである。
また、フィットネスの第一人者であるチャールズ・アトラス（1893〜 1972年）、ニューヨーク市警の警察官ラファエル・ラモス（1974〜 2014年）、写真家のロバート・メイプルソープ（1946〜 1989年）もここに埋葬されている。

## 埋葬されている主な人物

### 犯罪組織の人物
- サルヴァトーレ・ダクイラ (1878-1928)
- ロサリオ・パリッノ (1890-1930)
- サルヴァトーレ・マランツァーノ (1886-1931)
- ハリー・マイオネ (1908-1942)
- ラッキー・ルチアーノ (1897-1962)
- ジョゼフ・プロファチ (1898-1962)
- ヴィト・ジェノヴェーゼ (1897-1969)
- ジョゼフ・ベラルディ (1903-1974)
- カルロ・ガンビーノ (1902-1976)
- ジョー・コロンボ (1923-1978)
- カーマイン・ギャランテ (1910-1979)
- ジョン・ディオグァルディ (1914-1979)
- フランク・ティエリ (1904-1981)
- ロイ・デメイオ (1941-1983)
- ポール・ヴァリオ (1914-1988)
- ウィルフレッド・ジョンソン, (1935-1988)
- カーマイン・ファーティコ (1910-1991)
- フィリップ・ラステリ (1918-1991)
- ジェームズ・ナポリ (1911-1992)
- カーマイン・ロンバルドッジ (1913-1992)
- ジョン・ゴッティ (1940-2002)
- ミッチェル・ジャーメイン (1981-2005)

### 政治家
- ジョゼフ・パトリック・アダッド (1925-1986)
- ヴィクター・エルエピスコポ・アンフーソ (1905-1966)
- ルイス・ギャリー・クレメンテ (1908-1968)
- ジョン・Ｆ・ハイラン (1868–1936), ニューヨーク市長(1918年－1925年)

### その他の人物
- イニャツィオ・アルカモ (1873-1959)　小説家
- チャールズ・アトラス (1892-1972)　ボディビルダー
- ウィリアム・ヘンリー・モーリン (1868-1935) 米西戦争従軍者
- アン・クロプシー (1906-2000)
- ロバート・メイプルソープ (1946-1989)　芸術家
- ルイス・Ｅ・ウィレット (1945-1967) ベトナム戦争従軍者。
- フランク・クリスティ (1929-1982)　俳優
- トーマス・ジョゼフ・ナリー (1919-2007)　海軍将校、FBI特別捜査官
- ガスパーレ・マストロイアーニ (1859-1937)
- カーマイン・インファンティーノ(en:Carmine Infantino) (1925–2013) – コミック作家 で編集者
- Emile Ardolino (1943–1993) 映画監督
- John P. McGarr (1964–2010) 俳優、映画製作者